# Cúmulo Shapley 20
El Cúmulo Shapley 20 (Abell 3128) es un cúmulo está ubicado en el puesto número veinte en la lista creada por Harlow Shapley en 1933 de los veinticinco cúmulos de Galaxias más ricos. El Cúmulo Shapley 20 no contiene ninguna galaxia elíptica gigante como usualmente se encuentran en el centro de muchos cúmulos de Galaxias ricos, a pesar de esto, posee muchas galaxias enormes. El Cúmulo Shapley 20 es el cúmulo más rico en el Supercúmulo de Horologium-Reticulum y uno de los más ricos ubicados a mil millones de años luz de nosotros.
- Datos: Q5796951